# Ferdinand Braun
Karl Ferdinand Braun (* 6. Juni 1850 in Fulda; † 20. April 1918 in New York) war ein deutscher Physiker, Lehrer, Elektrotechniker und Nobelpreisträger (1909, gemeinsam mit Guglielmo Marconi), der in besonderem Maße daran mitwirkte, die von Heinrich Hertz 1888 experimentell nachgewiesene elektromagnetische Strahlung nachrichtentechnisch nutzbar zu machen. Auch sehr bekannt wurde er durch die Erfindung der Halbleiterdiode, nachdem Frederick Guthrie einen anderen, auf Hitze basierenden Gleichrichtereffekt entdeckte.

## Biografie

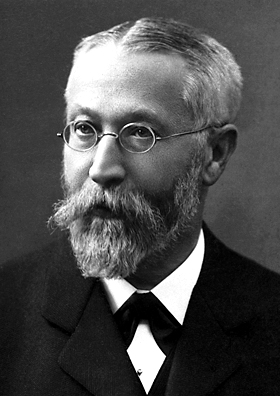
Ferdinand Braun, 1909

### Familie und Ausbildung

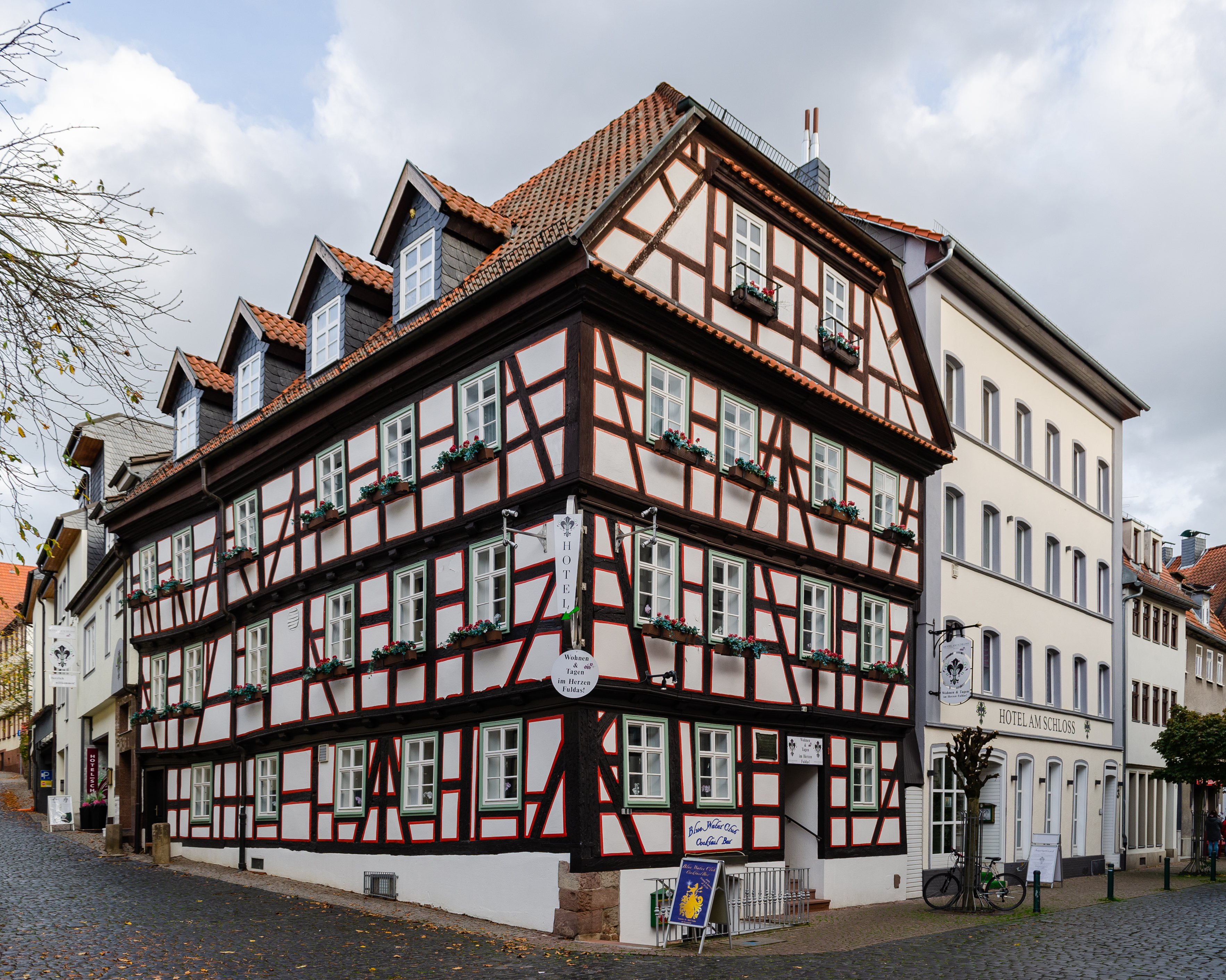
Geburtshaus von Karl Ferdinand Braun, Fulda

Als sechstes von sieben Kindern des kurhessischen Gerichtsbeamten Konrad Braun besuchte Ferdinand das Domgymnasium Fulda. Nach dem Abitur studierte er 1868/69 Mathematik und Naturwissenschaften an der Philipps-Universität Marburg. 1868/69 wurde er Konkneipant, am 6. Mai 1878 Corpsschleifenträger der Teutonia Marburg. Dem Corps gehörten auch seine Brüder Philipp und Adolf an. Sein ältester Bruder war Wunibald Braun, der Mitgründer der Firma Hartmann & Braun.
1869 ging Braun nach Berlin, wo er im Privatlabor von Heinrich Gustav Magnus arbeiten durfte, was als besondere Auszeichnung galt. Nach Magnus’ Tod im Frühjahr 1870 setzte Braun seine Studien bei Georg Hermann Quincke fort. Über Saitenschwingungen promovierte er 1872 zum Doktor der Physik (Dr. phil.) bei Quincke und folgte diesem als Assistent von 1872 bis 1874 an die Universität Würzburg. Im Jahre 1885 heiratete Braun Amélie Bühler aus dem badischen Lahr; sie bekamen zwei Söhne und zwei Töchter.

### Tätigkeit als Lehrer
Braun legte 1873 in Marburg das Staatsexamen für Gymnasiallehrer ab und nahm im folgenden Jahr eine Anstellung als zweiter Lehrer für Mathematik und Naturwissenschaften an der Thomasschule Leipzig auf. Dort  betrieb er nebenbei wissenschaftliche Untersuchungen der Schwingungs- und Stromleitung, wobei ihm die Entdeckung der Halbleiter-Diode gelang. Zu dieser äußert er sich in den Annalen der Physik und Chemie von 1874: „… bei einer großen Anzahl natürlicher und künstlicher Schwefelmetalle … der Widerstand derselben verschieden war mit Richtung, Intensität und Dauer des Stroms. Die Unterschiede betragen bis zu 30 % des ganzen Wertes“.
Dieser Gleichrichtereffekt an Bleisulfidkristallen widersprach dem Ohmschen Gesetz. Eine Erklärung fand Braun trotz intensiver Forschung nicht – das gelang erst im 20. Jahrhundert nach der Entwicklung der Quantenphysik. 
In Leipzig erschien 1876 sein einziges Buch: „Der junge Mathematiker und Naturforscher – Einführung in die Geheimnisse der Zahl und Wunder der Rechenkunst“, das 2018 wiederaufgelegt wurde.

### Tätigkeit als Professor
1877 wurde Braun zum außerordentlichen Professor für Theoretische Physik in Marburg ernannt. Er ging 1880 nach Straßburg und erhielt 1883 eine ordentliche Professur für Physik an der Universität Karlsruhe. Hier entwickelte er 1884 das Elektrische Pyrometer. 1884 erhielt er einen Ruf der Eberhard-Karls-Universität Tübingen und wirkte dort ab 1. April 1885 in leitender Funktion an der Gründung und dem Aufbau des Physikalischen Instituts mit. Hier beschrieb er 1887 auch das Le Chatelier-Braun-Prinzip (Prinzip vom kleinsten Zwang) und entwickelte das Braunsche Elektrometer. Kurz darauf erfolgte 1889 die erste Demonstration der Braunschen Röhre, die noch eine kalte Kathode besaß und nur ein geringfügiges Vakuum aufwies. 1895 wurde er Direktor des Physikalischen Instituts und Professor der Kaiser-Wilhelms-Universität Straßburg. Nach der Erfindung der drahtlosen Telegraphie 1898 gehörte er zu den Mitbegründern der Funkentelegraphie GmbH in Köln. Kurze Zeit darauf, im Jahre 1903 war er Mitbegründer des Unternehmens Telefunken in Berlin. 1905/06 war er Rektor der Universität Straßburg. Im Jahre 1906 war er an der Entwicklung des ersten Kristallempfängers mitbeteiligt.
Braun galt unter seinen Studenten als Meister des verständlichen Vortrags und des auch für Laien spektakulären Experiments, ein Stil, der sich auch schon in seinem schon erwähnten Lehrbuch „Der junge Mathematiker und Naturforscher“, dessen Inhalt locker und teilweise humorig daherkommt, gezeigt hatte. Zudem verfasste er zahlreiche Beiträge für die Satirezeitschrift Fliegende Blätter.
Von seinen Schülern sind Jonathan Zenneck, ein Pionier der Ionosphärenforschung, sowie Leonid Isaakowitsch Mandelstam und Nikolai Dmitrijewitsch Papalexi als Begründer der russischen Hochfrequenztechnik, hervorzuheben. Max Dieckmann war Doktorand und Assistent bei ihm.

### Ehrungen

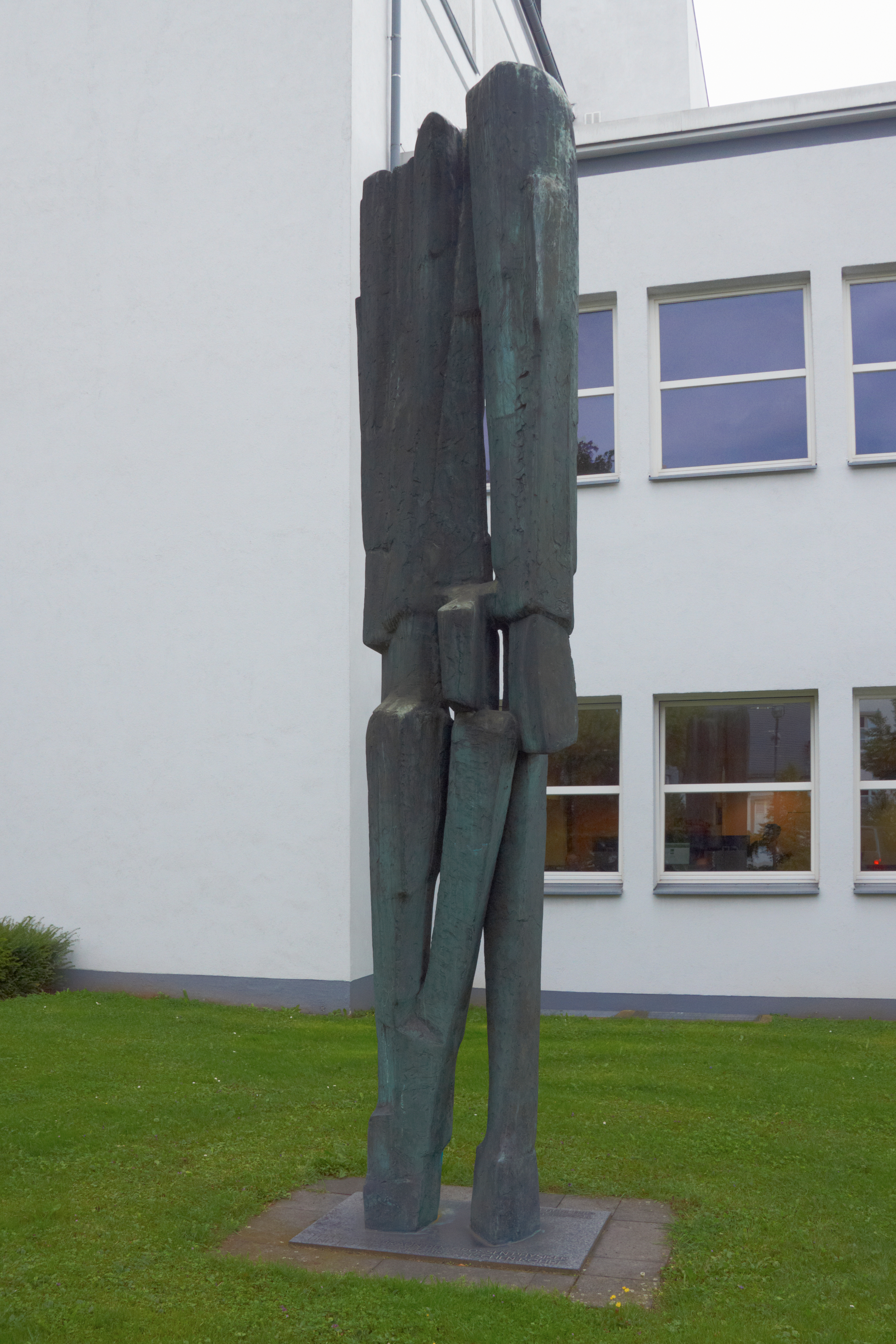
Ferdinand-Braun-Denkmal in Fulda

- 1909 erhielt Braun den Nobelpreis für Physik für seinen Beitrag zur Entwicklung der drahtlosen Telegrafie. Er teilte sich den Nobelpreis mit dem Italiener Guglielmo Marconi.
- Die Ferdinand-Braun-Schule in seiner Geburtsstadt Fulda ist eine technische Berufsbildende Schule.
- Das Ferdinand-Braun-Institut, Leibniz-Institut für Höchstfrequenztechnik, eine Forschungseinrichtung mit Sitz in Berlin, trägt seinen Namen.
- 1914 wurde er zum korrespondierenden Mitglied der Preußischen Akademie der Wissenschaften gewählt.[7]
- 1917 wurde ihm die Ehrendoktorwürde der Wiener Technischen Hochschule verliehen.[8]
- Mehrere Straßen sind nach ihm benannt, unter anderem in Backnang, Bocholt, Bremen-Horn-Lehe, Cuxhaven, Düsseldorf, Fulda, Heilbronn, Ingolstadt, Nürnberg und Würzburg.
- Gemäß § 3 der Ehrenordnung der Stadt Fulda, wird Bürgern, die besondere Leistungen erbracht haben und dadurch zum Ansehen der Stadt beigetragen haben, die Ferdinand-Braun-Medaille der Stadt Fulda verliehen.
- 2002 wurde der Asteroid (43790) Ferdinandbraun nach ihm benannt.

## Erfindungen und Entwicklungen

### Braunsche Röhre
Die noch heute anhaltende Bekanntheit verdankt Braun seiner Kathodenstrahlröhre, die nach ihm auch oft Braunsche Röhre genannt wird. Heute versteht man darunter stets eine Hochvakuum-Röhre, in der ein Elektronenstrahl in Horizontal- und Vertikalrichtung abgelenkt werden kann. Die erste Version, sie entstand 1897 in Straßburg, fiel aber bei weitem noch nicht so perfekt aus: sie besaß nur eine kalte Kathode und ein mäßiges Vakuum, was 100.000 V Beschleunigungsspannung erforderte, um eine Leuchtspur des magnetisch abgelenkten Strahls erkennen zu können. Auch betraf die magnetische Ablenkung nur eine Richtung, die andere lief über einen vor der Leuchtfläche aufgebauten Drehspiegel ab. Die Industrie interessierte sich aber sofort für diese Erfindung, weswegen sie umgehend weiterentwickelt werden konnte. Schon 1899 führte Brauns Assistent Zenneck Kippschwingungen zur magnetischen Y-Ablenkung ein, später folgten Glühkathode, Wehnelt-Zylinder und Hochvakuum. Diese Röhre konnte nicht nur für Oszilloskope verwendet werden, sondern wurde erstmals durch Manfred von Ardenne auch als ein grundlegendes Bauteil bei der ersten vollelektronischen Fernsehübertragung am 14. Dezember 1930, als sogenannte Bildröhre für Fernsehgeräte verwendet, obwohl Braun diese selbst als für das Fernsehen ungeeignet bezeichnet hatte.

### Funkempfänger
Mit Erfindung seiner Röhre begann Braun auch auf dem Gebiet der drahtlosen Telegrafie zu forschen. Ein Problem in der Funktechnik bestand in einem zuverlässig funktionierenden Empfänger: Braun war es als Physiker gewohnt, sich mit reproduzierbaren Versuchsbedingungen zu beschäftigen, diesen Bedingungen entsprachen die damals üblichen Kohärer-Empfänger aber kaum. So ersetzte Braun den Kohärer durch einen Kristalldetektor, was damals einen großen Fortschritt in der Empfindlichkeit der Empfänger brachte – auch wenn der Kristalldetektor immer wieder neu eingestellt werden musste. Erst die Elektronenröhre konnte den Kristalldetektor ablösen, der aber – neben beispielsweise Germaniumdioden – weiterhin für einige Zeit in einfachen Empfängern Verwendung fand. Auch die ersten UKW-Radaranlagen nutzten noch einen Detektor.
Der technikbegeisterte Kölner Schokoladeproduzent Ludwig Stollwerck gründete Ende 1898 in Köln ein Konsortium zur Verwertung der Braun’schen Patente. Stollwerck brachte 560.000 Mark Gesellschaftskapital ein. Nach Erreichen der Funkverständigung über eine größere Entfernung wurde das Konsortium in die „Professor Braun’s Telegraphie Gesellschaft GmbH“ umgewandelt, aus der später die Telefunken AG hervorging. 1900 stellte Stollwerck den Kontakt zu Professor August Raps, Vorstand der „Telegraphen-Bauanstalt Siemens & Halske“ her, die später den Apparatebau übernahm.

### Funksender

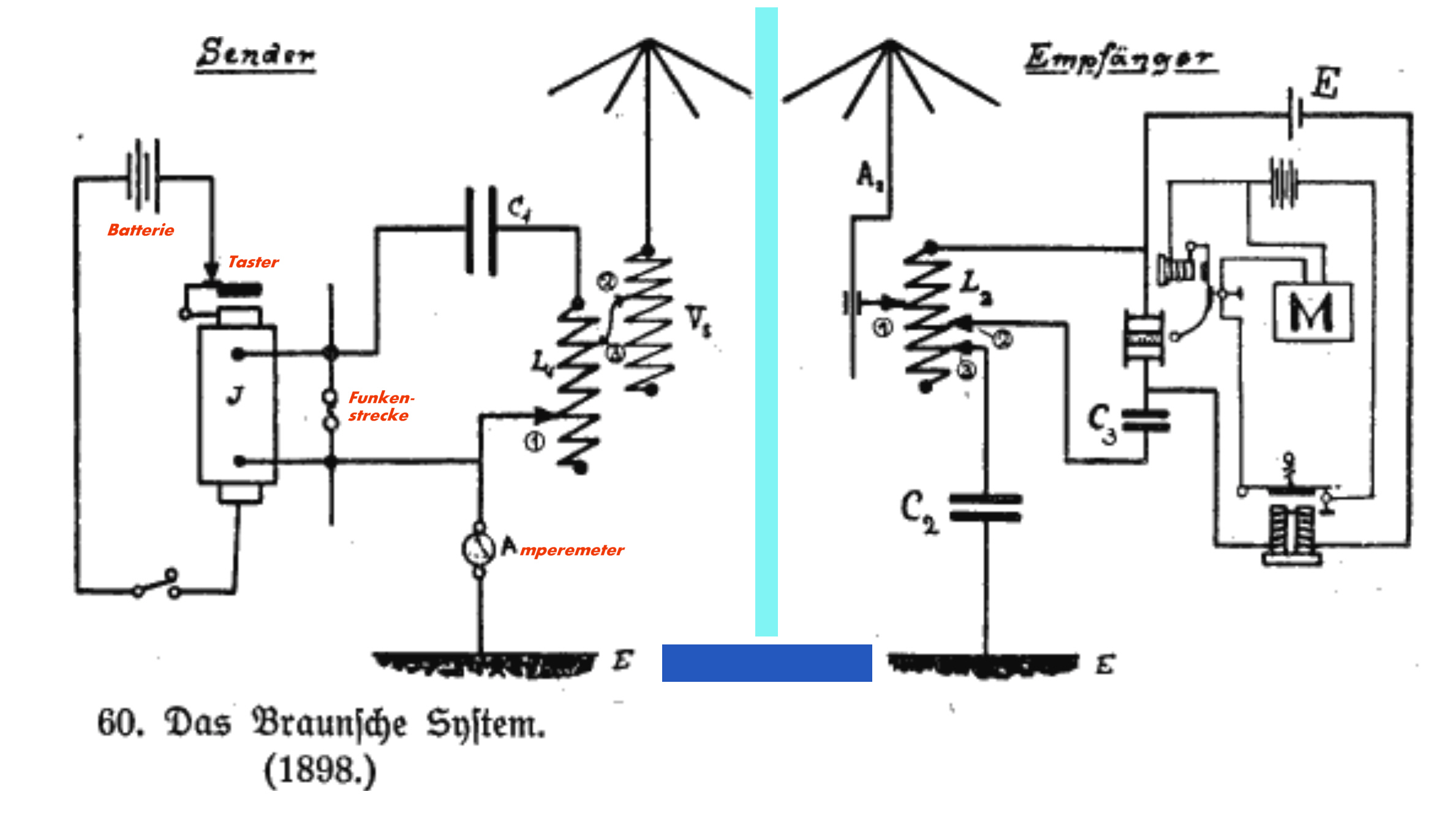
Der Braun-Sender

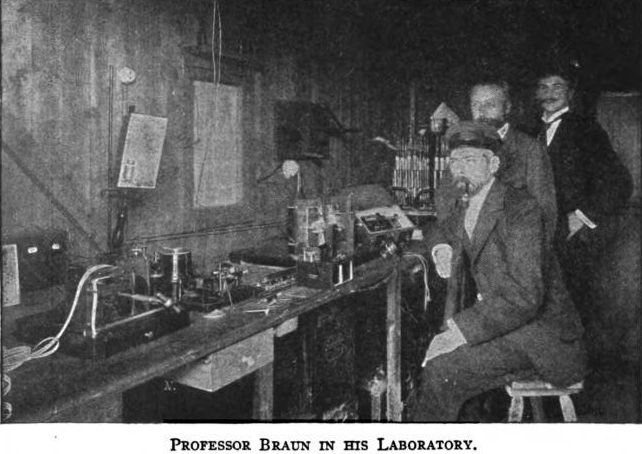
24. September 1900, Funkbrücke Cuxhaven – Helgoland Köpsel, Braun, Zenneck

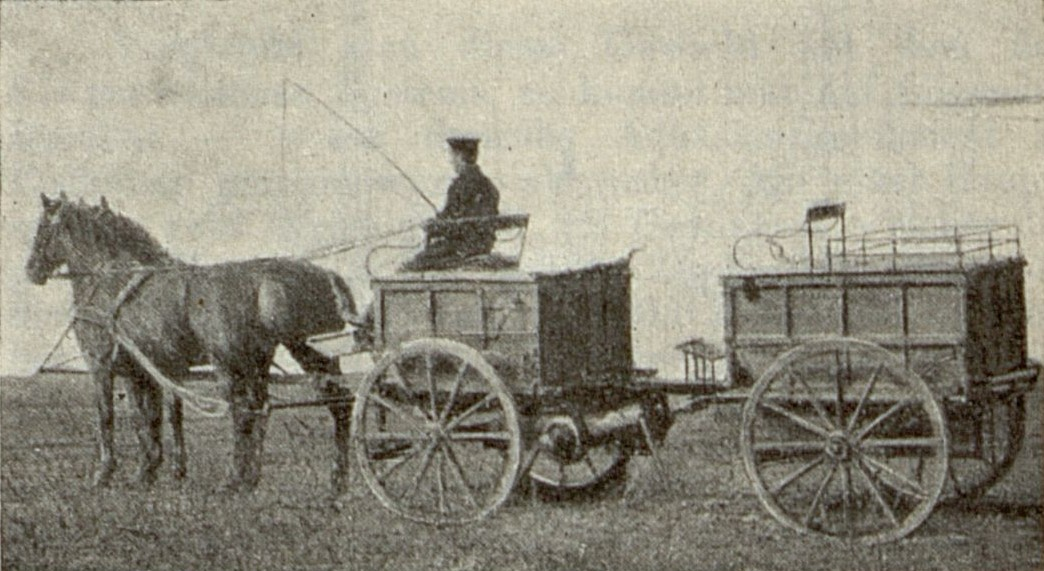
Von Ferdinand Braun mitentwickelte „fahrbare Station für drahtlose Telegraphie zu militärischen Zwecken“ (1903)

Sendeseitig konnte Braun der Funktechnik ebenfalls zu gewaltigen Fortschritten verhelfen: Guglielmo Marconi hatte seinen Sender vorwiegend empirisch zustande gebracht, so dass ihn Braun mit Betrachten des physikalischen Hintergrunds verbessern konnte. Waren Schwing- und Antennenkreis ursprünglich eins, so trennte Braun diese beiden Teile. Nun gab es einen Primärkreis, bestehend aus Kondensator und Funkenstrecke, und einen daran induktiv gekoppelten Antennenkreis, wodurch sich damit die ausgesendete Energie in diesem System steigern ließ.
So kam es schon 1898 zu derart leistungsfähigen Anlagen, dass der Begriff „Ferntelegrafie“ seine Berechtigung erhielt: konnten bislang nur bis zu 20 km überbrückt werden, stiegen die Entfernungsrekorde von Monat zu Monat. Am 24. September 1900 gelang eine Funkbrücke zwischen Cuxhaven und Helgoland über eine Entfernung von 62 km.
Am 12. Dezember 1901 empfing Marconi Funksignale von seiner Station Poldhu (Cornwall) auf dem Signal Hill bei St. Johns, Neufundland. Marconi verwendete einen Sender in Braun-Schaltung. Ob dieser Empfang tatsächlich möglich gewesen ist, ist in der Literatur umstritten.
Parallel dazu versuchte Braun, die Knallfunken-Technik zu ersetzen, welche nur gedämpfte Schwingungen erzeugte. Es gelang ihm mit Wechselstromgeneratoren, die ungedämpfte Schwingungen erzeugten, während ihm eine Rückkopplungsschaltung mit Elektronenröhren noch nicht gelang.
Zusammen mit Georg Graf von Arco und Adolf Slaby gehörte Ferdinand Braun zu den Entwicklern des Konzepts von „fahrbaren Stationen für drahtlose Telegraphie zu militärischen Zwecken“, das 1903 in einer praktischen Umsetzung durch AEG und Siemens & Halske mündete. Das System bestand aus zwei von Pferden gezogenen Wagen („Vorder- und Hinterwagen“), wobei im Vorderwagen alle Sende- und Empfangsapparate sowie eine Batterie, im Hinterwagen Hilfs- und Resevemittel sowie eine Reservebatterie untergebracht waren. Dies ermöglichte in schwierigem Gelände eine Trennung der Wagen, weil die Station auch mit dem Vorderwagen allein betrieben werden konnte.

### Antennen
Ein frühes Problem des Richtfunks, die gezielte Ausrichtung von Sende- und Empfangsantenne zueinander, beschäftigte Braun ebenfalls sehr. So war er einer der ersten, denen eine gerichtete Abstrahlung gelang. Er optimierte die Wirkung von Antennen anhand von Berechnungen.

### Braunsches Elektroskop
Braun gilt als Erfinder des Zeigerelektroskops, das daher nach ihm benannt ist.

## Telefunken
Braun gehörte zu den Mitbegründern der Funkentelegrafie GmbH in Köln (1898) und der Gesellschaft für drahtlose Telegrafie Telefunken in Berlin (1903). Letztere führte ihn 64-jährig und mit angeschlagener Gesundheit nach New York: Die Großfunkstelle Sayville, das Pendant zu Nauen, sollte aufgrund von Patentstreitigkeiten ihren Betrieb einstellen. Der Prozess zog sich hin, woraufhin Braun vom Kriegseintritt der USA überrascht wurde und deswegen nicht mehr zurückreisen durfte.

## Letzte Jahre und Tod

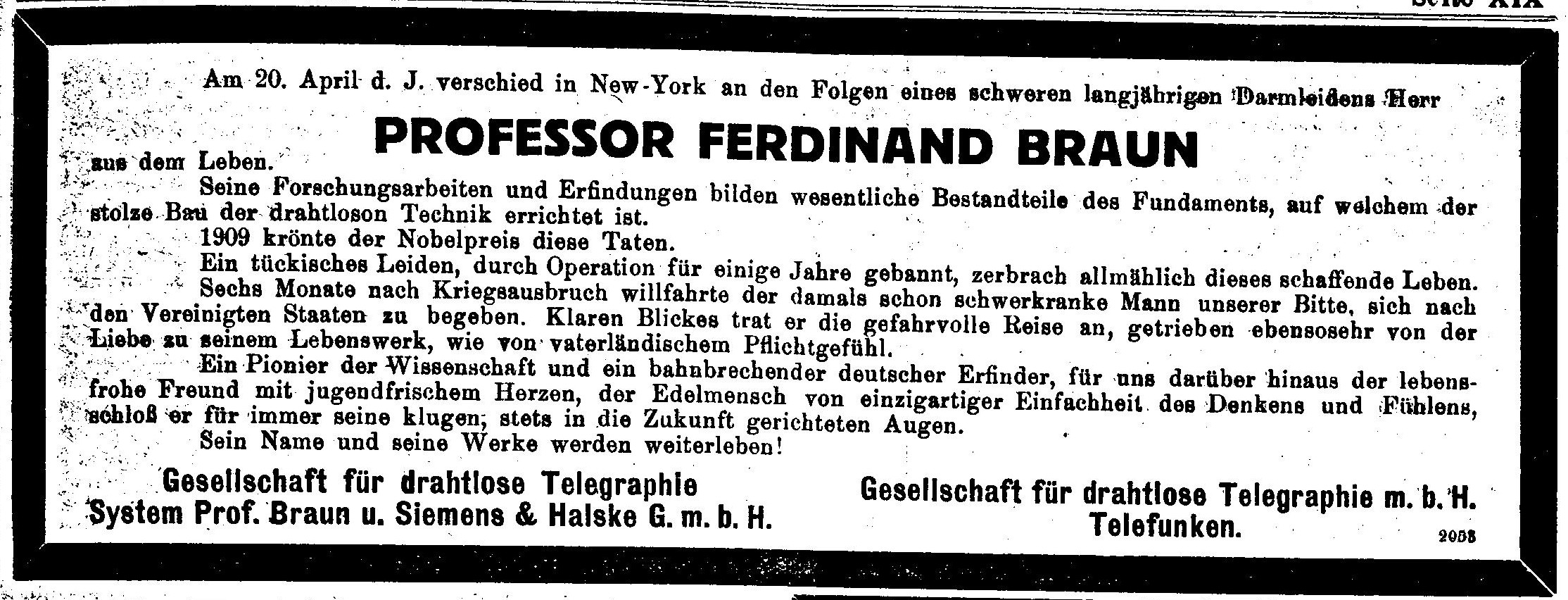
Todesanzeige von Siemens & Halske und Telefunken für Ferdinand Braun

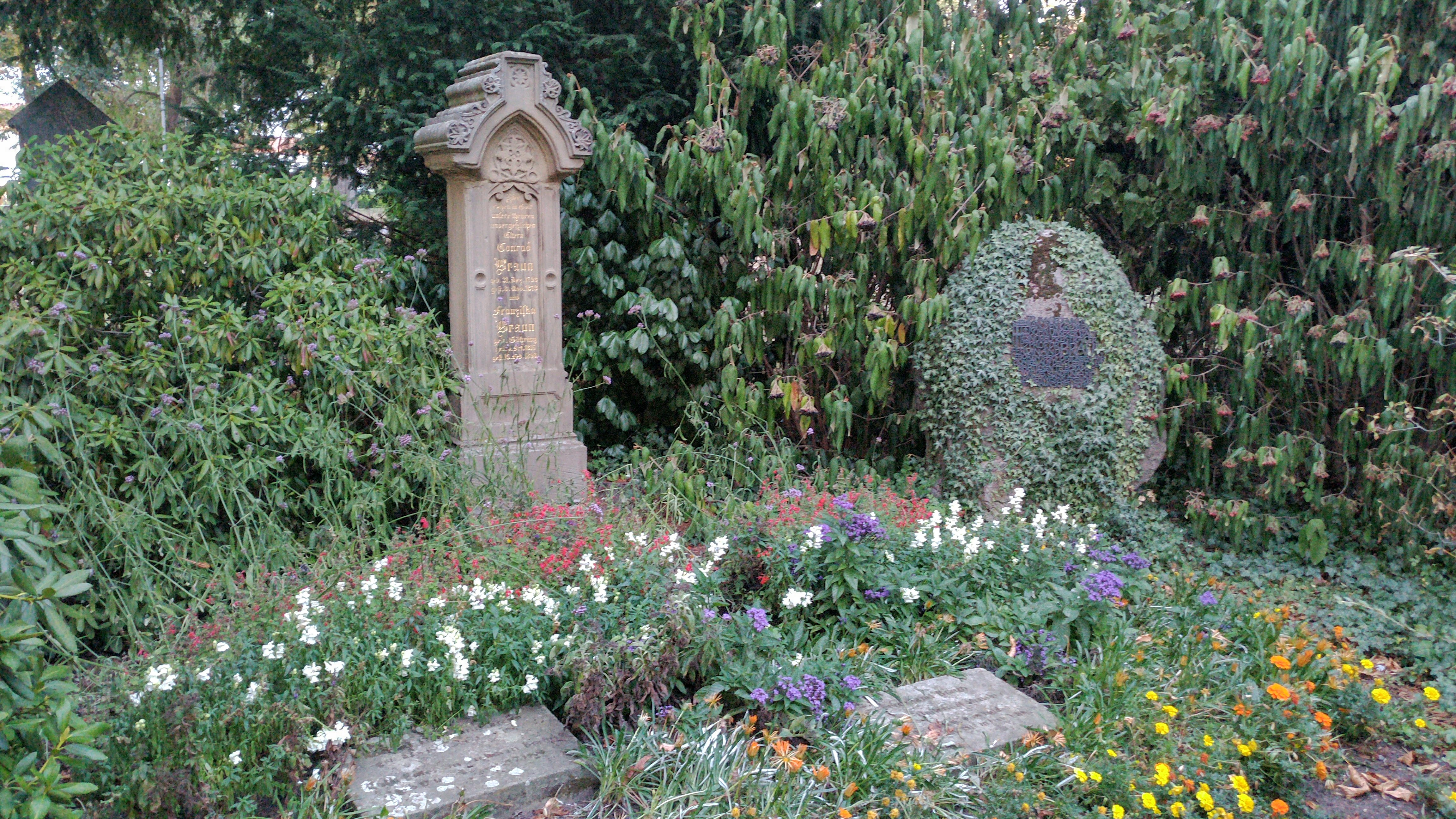
Grabstätte von Karl Ferdinand Braun, Fulda

Während des Ersten Weltkriegs lebte er als Kriegsinternierter weitgehend ungestört in Brooklyn, bis er am 20. April 1918 an den Folgen eines Unfalls starb.
Sein Wunsch war es, in seiner Heimatstadt Fulda beigesetzt zu werden. Da eine Überführung während des Ersten Weltkrieges nicht möglich war, gelang es seinem Sohn Konrad erst im Jahre 1921, die Urne mit den sterblichen Überresten nach Fulda zu überführen. Die Beisetzung fand am 4. Juni 1921 statt. Es waren nur wenige Menschen erschienen, da zur gleichen Stunde die Hauptkundgebung eines Diözesan-Katholikentages stattfand. Der Magistrat war nur durch einen untergeordneten Beamten vertreten.

## Werke
- Der junge Mathematiker und Naturforscher. Geheimnisse der Zahl und Wunder der Rechenkunst. Otto Spamer, Leipzig 1876 (online), aus der Reihe „Illustrierte Jugend- und Hausbibliothek“ – gekürzte Neuauflage mit einer Einführung von Hans-Erhard Lessing, rororo 60808, Reinbek bei Hamburg 2000, ISBN 3-499-60808-1.
- Drahtlose Telegraphie durch Wasser und Luft. Veit & Company, Leipzig 1901 (online) – Nachdruck der Originalausgabe bei Severus, Hamburg 2010, ISBN 978-3-942382-02-1.